# Isao Okano
Isao Okano (jap. 岡野 功 Okano Isao; ur. 20 stycznia 1944 w Ryūgasaki) – japoński judoka. Złoty medalista olimpijski z Tokio.
Zawody w 1964 były jego jedynymi igrzyskami olimpijskimi (judo w tym roku debiutowało w programie imprezy). W finale pokonał Niemca Wolfganga Hofmanna. W 1965 został mistrzem świata oraz był mistrzem kraju seniorów w 1967 i 1969.